# Ramzi Tamaditi
Ramzi Tamaditi (Amsterdam, 12 juni 1980) is een Nederlands kickbokser die in de A-klasse uitkomt in de gewichtsklasse tot 70 kg. Tamaditi, bijnaam Le Professeur, staat anno 2010 tiende op de Nederlandse ranglijst in de klasse -72.5.
Tamaditi begon op relatief late leeftijd met thai- en kickboksen. Hij vecht onder de vlag van sportschool Chakuriki en traint onder trainer Frits Werner. Daarnaast krijgt Tamaditi training van Cees van de Velden. 